# Kołbacz
Kołbacz (deutsch Kolbatz, bis 1910 Colbatz) ist ein Dorf in der polnischen Woiwodschaft Westpommern und gehört zur Landgemeinde Stare Czarnowo (Neumark in Pommern) im Kreis Gryfino (Greifenhagen).

## Geographische Lage
Das ehemalige Klosterdorf an der Plöne (poln. Płonia) liegt in Hinterpommern, zwei Kilometer östlich des Forstes Buchheide (poln. Wzgórza Bukowe) und drei Kilometer westlich des Madüsees (poln. Jezioro Miedwie).

## Geschichte

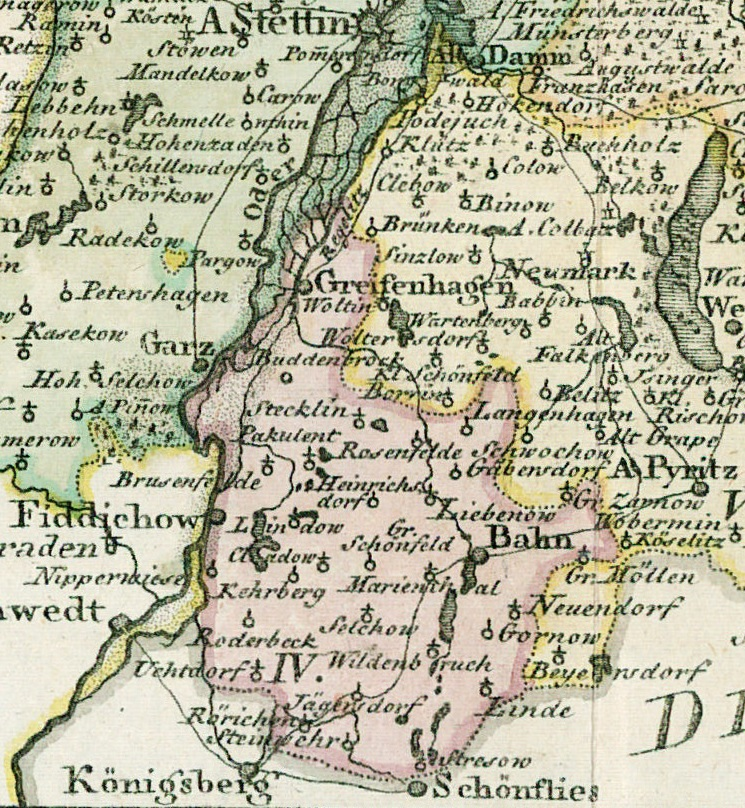
Kolbatz (Colbatz) südöstlich von Stettin und ostnordöstlich von Greifenhagen auf einer Landkarte vom Ende des 18. Jahrhunderts

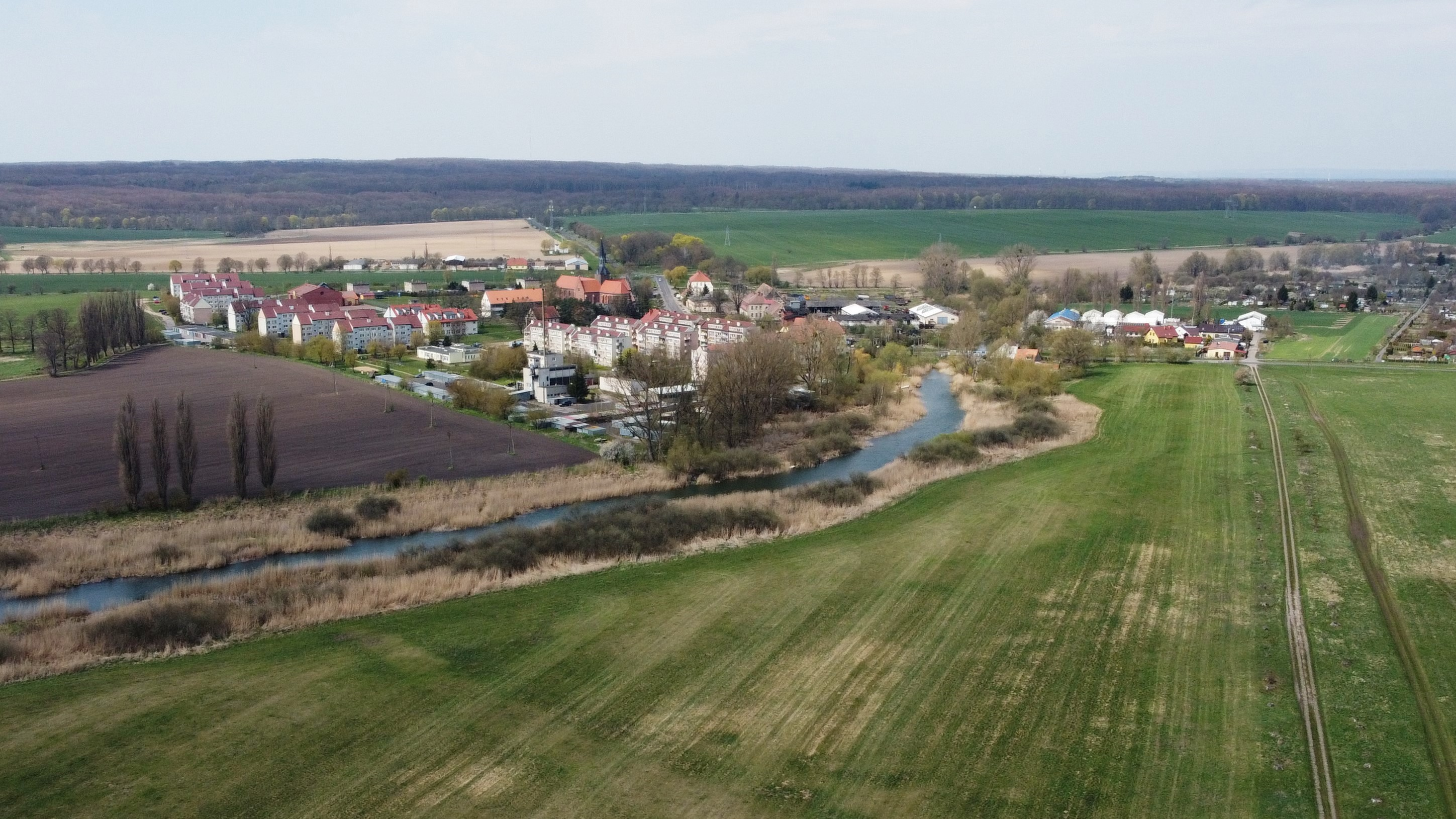
Blick von Südosten auf Kołbacz

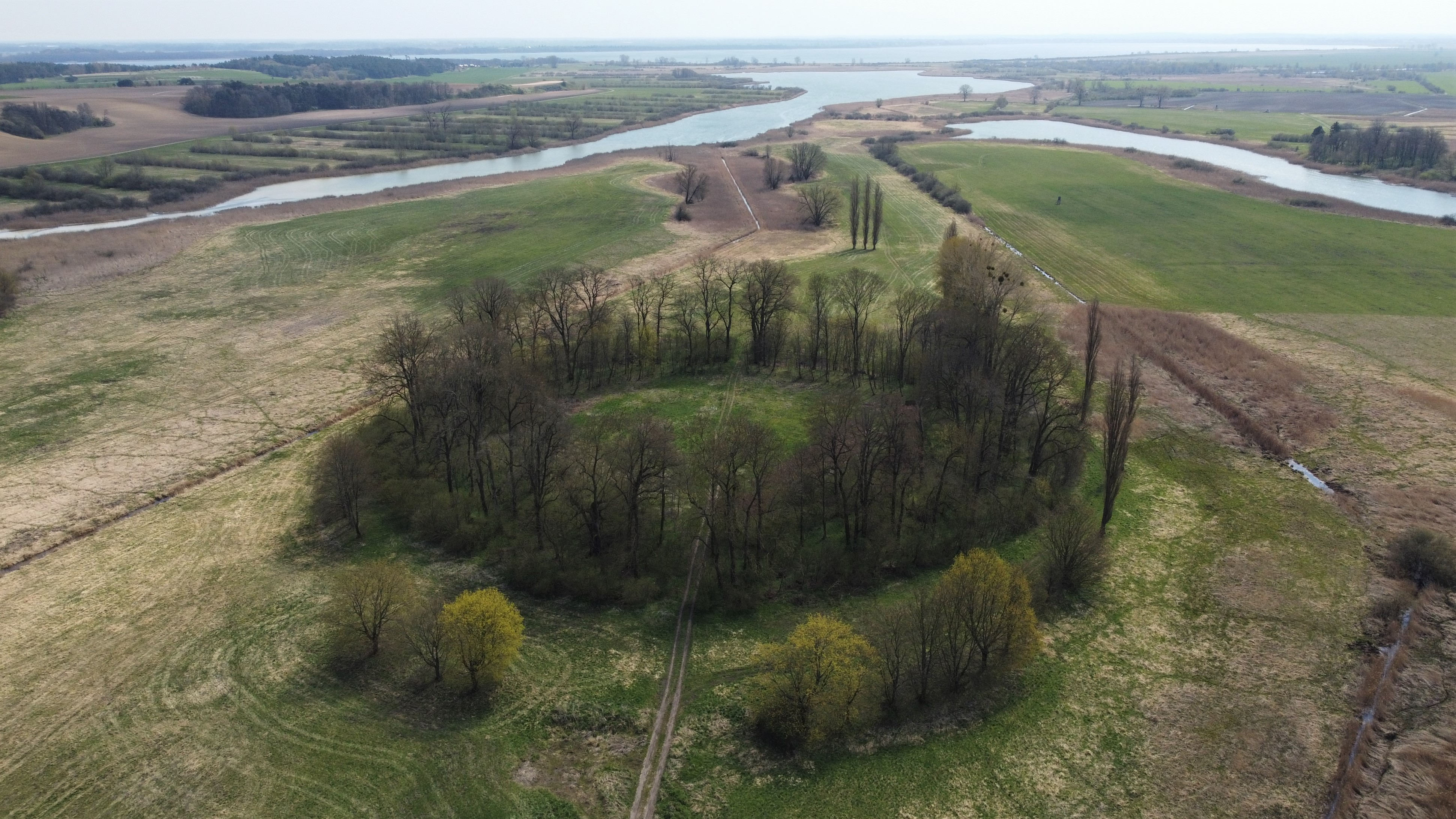
Prähistorischer Wohnplatz 1½ km südöstlich des Dorfkerns, links der Seelow-See, rechts der Plöne-See, fern im Hintergrund der Medüsee – Burgwall, möglicherweise Burgstelle der im 13. Jahrhundert noch vorhandenen Feste Kolbatz

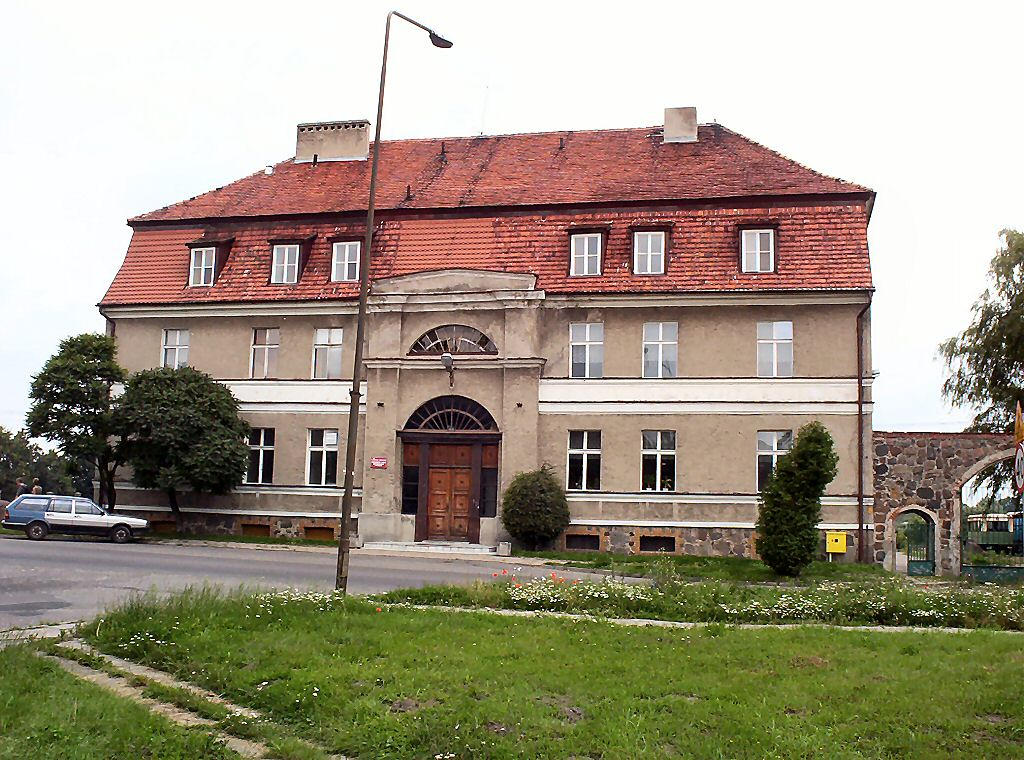
Ehemaliges Gutshaus Kolbatz

Die Geschichte des Dorfes ist eng mit der Geschichte des Klosters Kolbatz verbunden. Um das Jahr 1172 gründete Wartislaw II. der Fromme, ein Sohn des Herzogs Ratibor I., die Zisterzienserabtei Mera Vallis im Madanzigwald. Ein Jahr später zog ein Konvent von zwölf Mönchen und zwölf Laienbrüdern unter Abt Reinhold aus dem Kloster Esrom auf Seeland in Kolbatz ein. 1535 wurde das Kloster eine herzögliche Domäne, und die Klostergebäude selbst ließen sich die Herzöge noch im 16. Jahrhundert als Jagdschloss einrichten. Die Klosterkirche wurde zur Pfarrkirche des Dorfes.
Von 1637 bis 1673 war Kolbatz ein Teil von Schwedisch-Pommern. Nach der Schwedenzeit war Kriegsrat Sydow Generalpächter von Kolbatz. 1811 kaufte Amtsrat Gaede es, zuvor ebenfalls Generalpächter, und 1816 wurde der Geheime Kommerzienrat Friedrich Wilhelm Krause Eigentümer, der es für 255.000 Taler käuflich erworben hatte. Danach kaufte der Staat Kolbatz zurück, und die Domäne wurde an Amtmann Karl Ludwig Theodor Krause, seit 1851 Königl. Ober-Amtmann und seit 1859 Königl. Amtsrat, verpachtet, einen Sohn des vorherigen Besitzers. Karl Ludwig Krause trat später als Domänenpächter im Landkreis Schlawe i. Pom. auf und war zuletzt in Neukugelwitz ansässig, wo er ein Restgut aufgekauft hatte und eine Windmühle erbauen ließ. Sein Anwesen dort befand sich bis zum Ende des Zweiten Weltkriegs in Händen seiner Nachkommen.
Bis 1945 bildete Kolbatz eine Gemeinde in Landkreis Greifenhagen der preußischen Provinz Pommern des Deutschen Reichs. In der Gemeinde bestanden neben Kolbatz keine benannten Wohnplätze. Die Gemeinde Kolbatz bildete mit den Gemeinden Heidchen, Hofdamm, Neumark und Seelow den Amtsbezirk Kolbatz. Während das Standesamt in Kolbatz selbst ansässig war, befanden sich Finanzamt und Amtsgericht in der Kreisstadt Greifenhagen.
Im Jahre 1925 waren in Kolbatz 543 Einwohner registriert, 1939 waren es noch 364.
Nach Beendigung der Kampfhandlungen im Zweiten Weltkrieg 1945 wurde Kolbatz seitens der sowjetischen Besatzungsmacht der Volksrepublik Polen zur Verwaltung unterstellt und in Kołbacz umbenannt. Allmählich setzte nun die Zuwanderung von Polen ein. Die deutsche Bevölkerung wurde in der Folgezeit von der polnischen Administration aus dem Kreisgebiet vertrieben.
Kołbacz ist heute Ortsteil der Landgemeinde (Gmina) Stare Czarnowo im Powiat Gryfiński in der Woiwodschaft Westpommern (1975 bis 1998 Woiwodschaft Stettin). Die Einwohnerzahl stieg bis 1970 auf 440 und beträgt heute 1400.

### Demographie
| Jahr | Einwohner | Anmerkungen                                                                                             |
| ---- | --------- | --- |
| 1782 | –         | 30 Feuerstellen (Haushaltungen)                                                                         |
| 1818 | 361       | davon 126 auf dem königl. Vorwerk und 235 auf dem privaten Gutsbezirk                                   |
| 1862 | 318       | auf einer Gemarkungsfläche von 3363 Morgen und 55½ Quadratruten, in 27 Wohngebäuden                     |
| 1867 | 567       | am 3. Dezember, davon 309 im Dorf und 258 im Gutsbezirk                                                 |
| 1871 | 539       | am 1. Dezember, davon 266 im Dorf (sämtlich Evangelische) und 273 im Gutsbezirk (sämtlich Evangelische) |
| 1910 | 550       | am 1. Dezember, davon 117 im Dorf, 76 im Amts-Gutsbezirk und 357 auf der Domäne                         |
| 1925 | 472       | davon 428 Evangelische und 44 Katholiken, nach anderen Angaben 543 Einwohner                            |
| 1933 | 352       | [ 19 ]                                                                                                  |
| 1939 | 364       | [ 19 ]                                                                                                  |

## Kirche

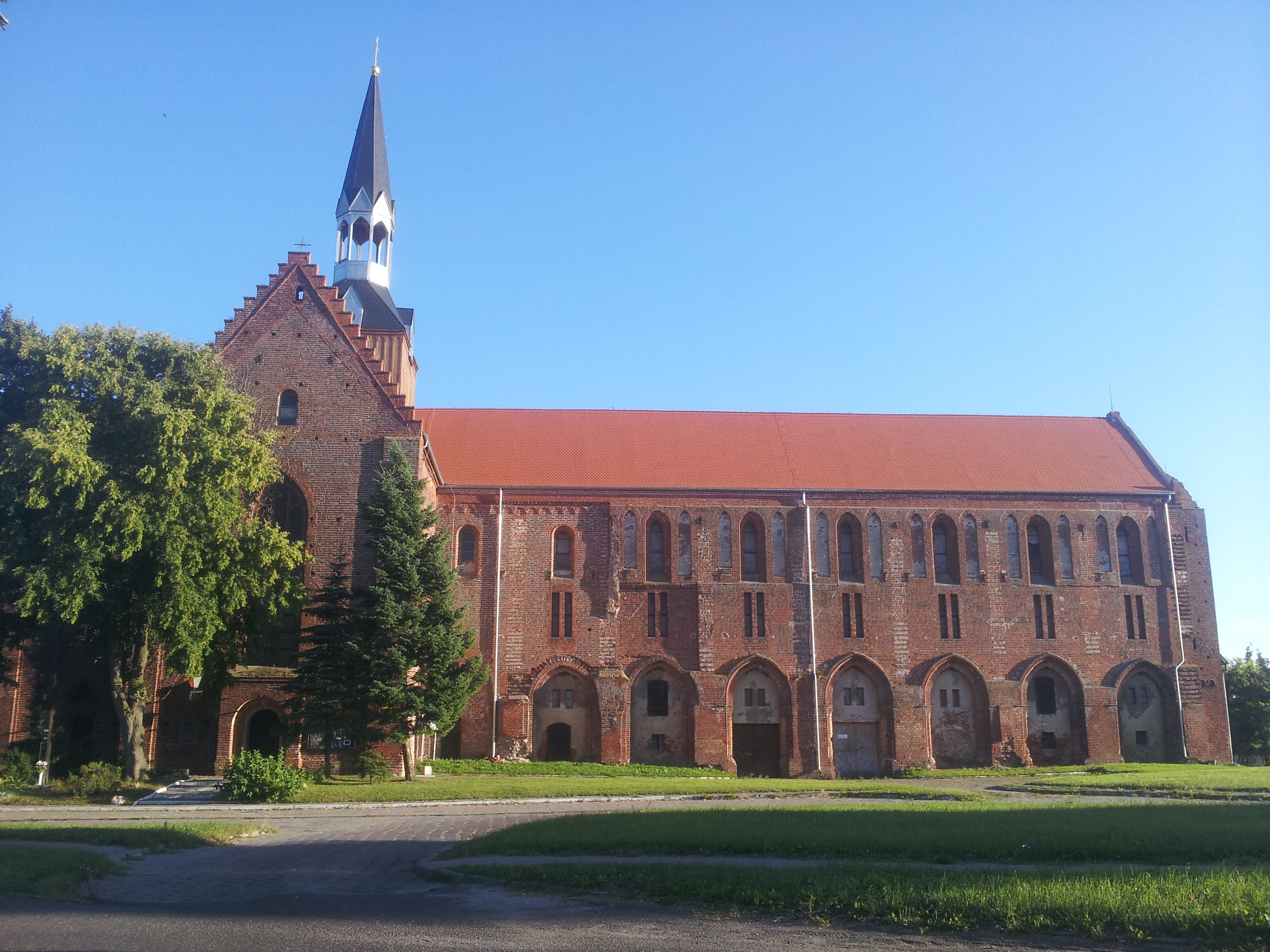
Ehemalige Kloster- und heutige Pfarrkirche

### Kirchen-/Pfarrgemeinde
Seit der Reformation ist die St. Marien-Klosterkirche die Pfarrkirche des Dorfes. Die Bevölkerung war bis 1945 überwiegend evangelischer Konfession. Kolbatz war „Vereinigte Muttergemeinde“ zu Neumark (heute polnisch: Stare Czarnowo), wo das Pfarramt seinen Sitz hatte. Zum Kirchspiel Neumark gehörte außerdem noch die Kirchengemeinde Dobberphul (Dobropole Gryfińskie), lange Zeit auch Seelow (Żelewo).
Im Jahre 1940 gehörten zur Kirchengemeinde Kolbatz 770 Gemeindeglieder von 2060 in der gesamten Parochie. Sie war Teil des Kirchenkreises Kolbatz (Sitz zuletzt in Neumark) im Westsprengel der Kirchenprovinz Pommern der Kirche der Altpreußischen Union. Letzter deutscher Geistlicher war Pfarrer Emil Priewe, der auch das Superintendentenamt bekleidete.
Seit 1945 ist die überwiegende Mehrheit der Bevölkerung von Kołbacz katholischer Konfession. Die Pfarrkirche, bis dahin mehr als 400 Jahre evangelisches Gotteshaus, wurde am 20. Oktober 1945 umgewidmet und trägt seither den Namen „Kościół pw. Najświętszego Serca Pana Jezusa“. Filialkirchen sind Dębina (Hofdamm) und Żelewo (Seelow). Heute hier lebende evangelische Kirchenglieder gehören zur Pfarrei der St. Trinitatiskirche in Stettin in der Diözese Breslau der polnischen Evangelisch-Augsburgischen Kirche.

### Kirchenkreis/Dekanat
Der evangelische Kirchenkreis Kolbatz, der bis 1945 bestand, umfasste etwa den Bereich der früheren Klosterdörfer sowohl im Landkreis Greifenhagen als auch im Landkreis Pyritz. Es gab 1940 insgesamt 16 Pfarrstellen, deren Amtsinhaber 36 Kirchengemeinden mit insgesamt 24.262 Gemeindegliedern versorgten.
Nach 1945 errichtete die Römisch-katholische Kirche in Polen das Dekanat Kołbacz, das zum Erzbistum Stettin-Cammin gehört. Ihm sind die sechs Pfarreien Bielice (Beelitz), Kobylanka (Kublank), Kołbacz, Ryszewko (Klein Rischow), Stare Czarnowo (Neumark) und Żabów (Sabow) zugeordnet.

## Sehenswürdigkeiten
- Vom ehemaligen Zisterzienserkloster Kolbatz sind die im 13./14. Jahrhundert erbaute backsteingotische Klosterkirche sowie einige Nebengebäude erhalten, wie das heute als Bibliothek genutzte um 1350 erbaute Abtshaus.
- Das klassizistische Gutshaus Kolbatz wurde in der ersten Hälfte des 19. Jahrhunderts erbaut.

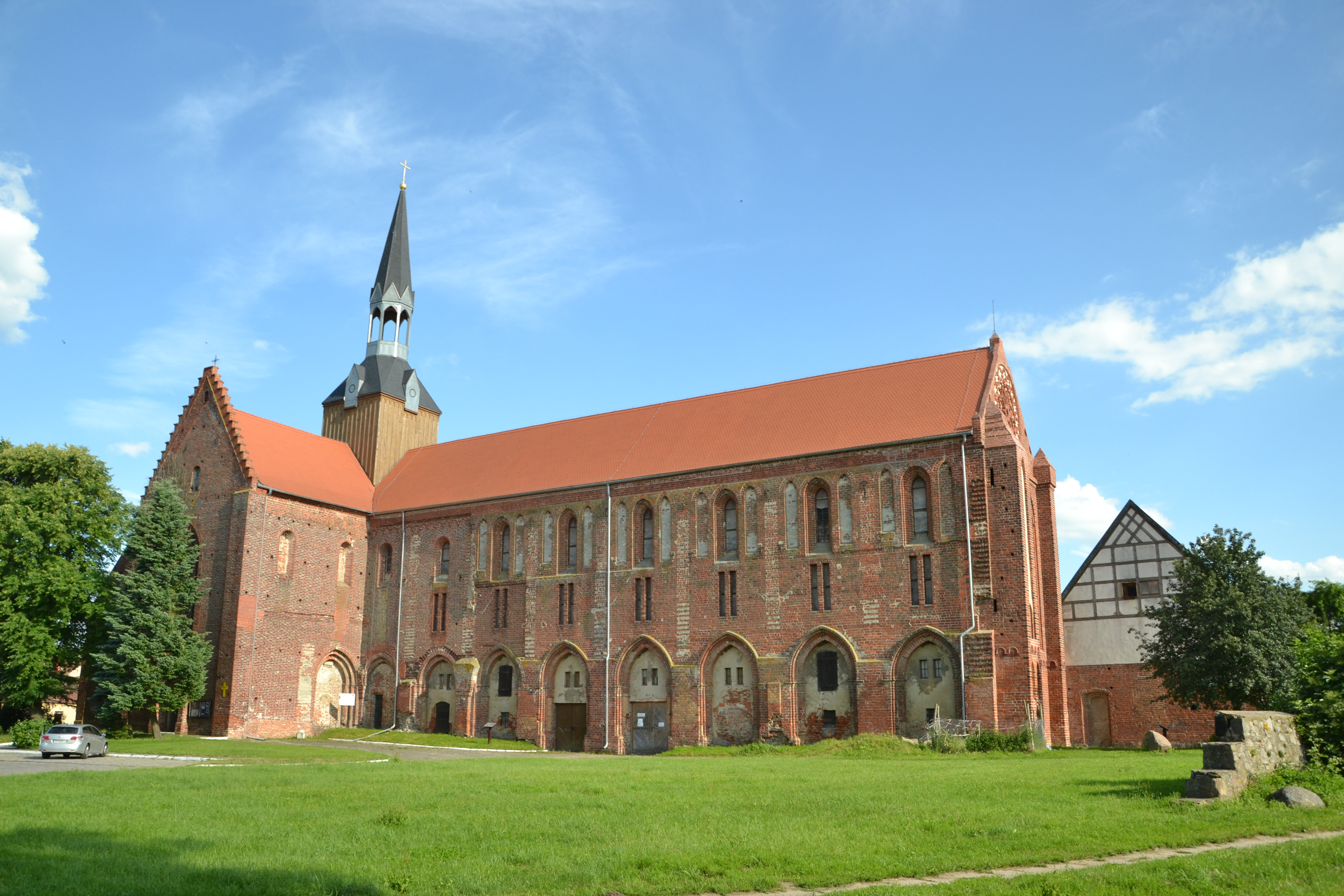
Klosterkirche
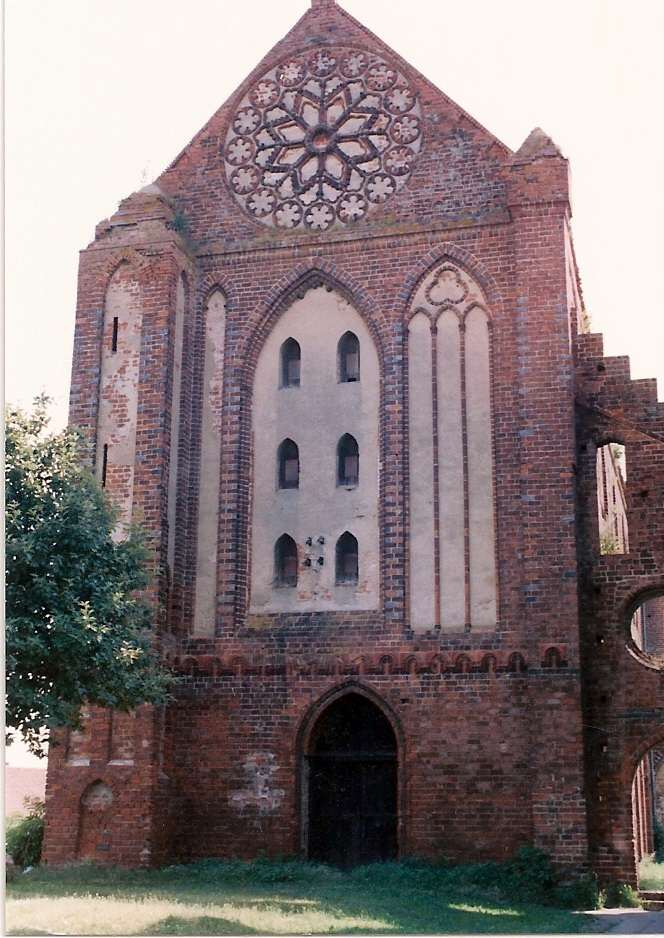
Westgiebel der Klosterkirche
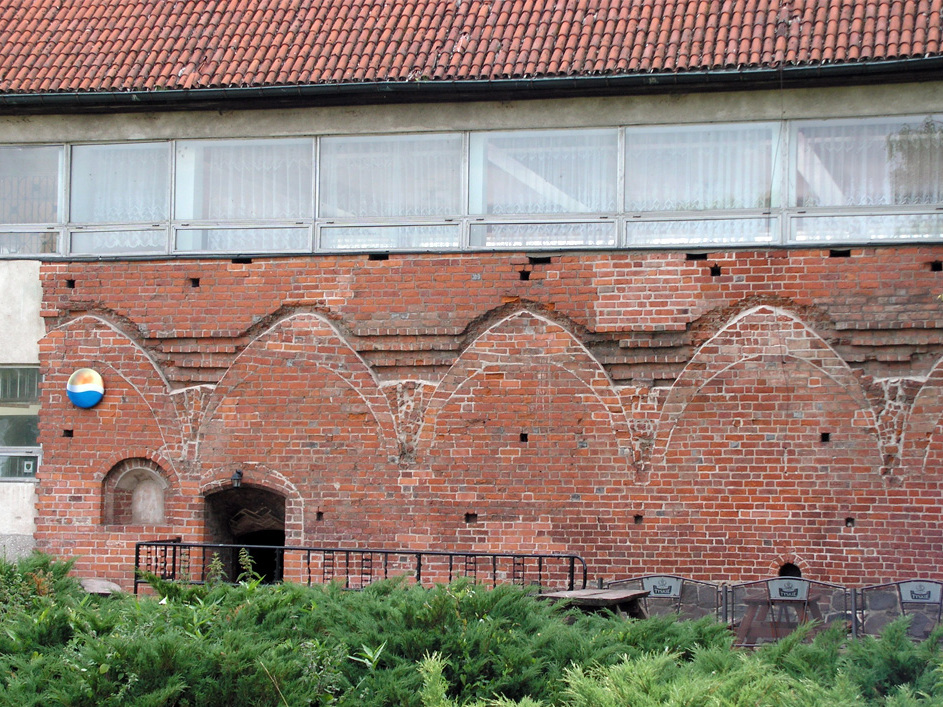
Gebäuderest des Klosters
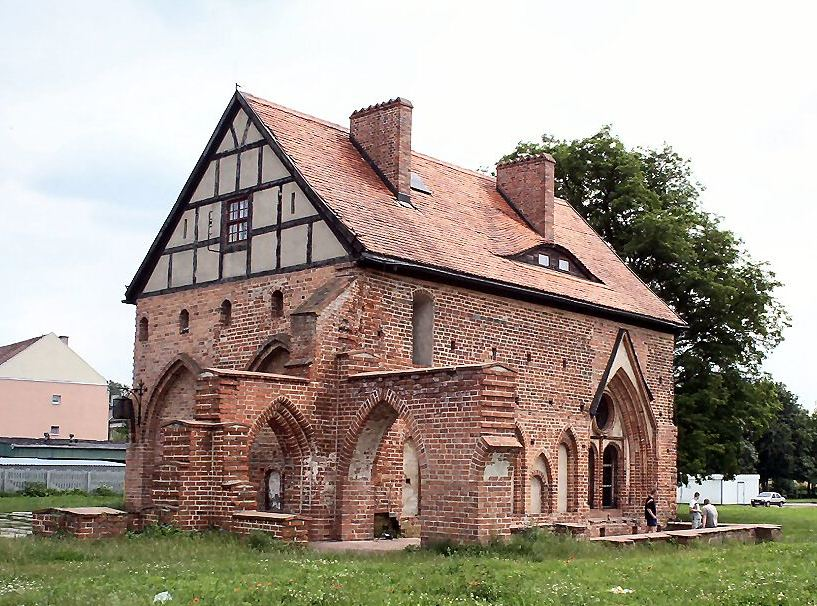
Bibliothek
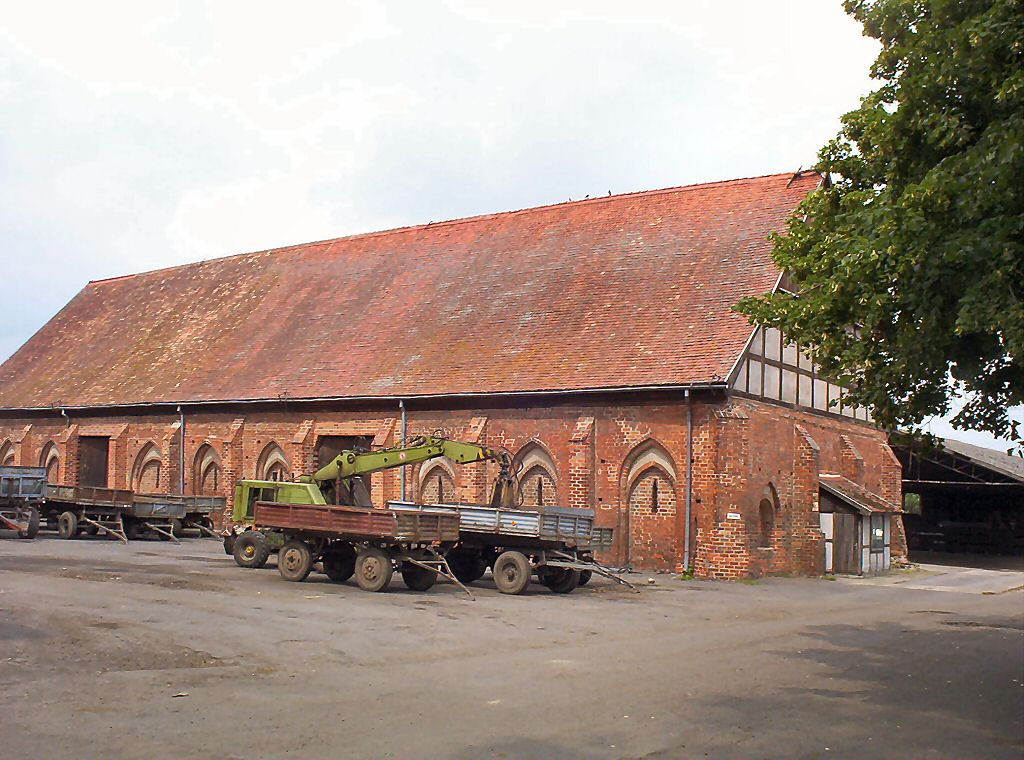
Gotische Remise
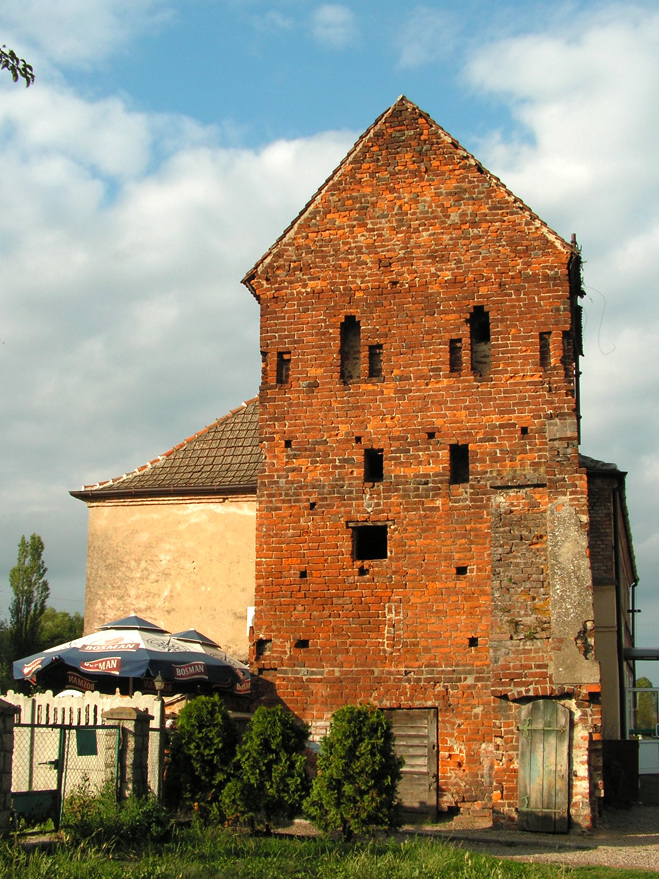
Gefängnisturm (Ruine)

## Verkehr
Durch den Ort führt die Woiwodschaftsstraße 120, die die Kreisstadt Gryfino (Greifenhagen, an der Landesstraße 31) mit Stare Czarnowo (Neumark, an der Landesstraße 3, ehemalige deutsche Reichsstraße 112) und Kobylanka (Kublank, an der Landesstraße 10, ehemalige Reichsstraße 104) verbindet. Die nächste Bahnstation ist das neun Kilometer entfernte Reptowo (Karolinenhorst) an der PKP-Bahnstrecke Posen–Stettin. Die 1898 gebaute Kleinbahnstrecke der Greifenhagener Bahnen von Finkenwalde (heute polnisch: Szczecin-Zdroje) nach Neumark (Stare Czarnowo) mit Halt in Kolbatz hat nach 1945 den Betrieb eingestellt.
Durch den Ort verläuft die touristisch attraktive Zisterzienserstraße (poln. Szlak Cystersów).

## Persönlichkeiten

### Söhne und Töchter des Ortes
- Wilhelm von Dönniges (1814–1872), deutscher Historiker und Diplomat im Dienste des Königreichs Bayern

### Mit dem Orte verbunden
- Friedrich Wilhelm Krause (1765–1840), deutscher Kaufmann und Reeder, war seit 1816 Eigentümer des Gutes Kolbatz (mit Hofdamm und Heidchen) und verstarb am 23. Dezember 1840 in Kolbatz und hat hier seine Grabstätte
- Karl von Scheven (1882–1954), deutscher evangelischer Theologe und späterer Bischof der Pommerschen Evangelischen Kirche, war von 1924 bis 1928 Pfarrer der Kirchengemeinden Neumark, Kolbatz und Dobberphul